# Aranuka
Aranuka, autrefois connue sous les noms de Henderville, Nonouki ou encore Starbuck, est un atoll des Kiribati situé dans les îles Gilbert, juste au nord de l'équateur.

## Géographie
Aranuka est situé dans l'océan Pacifique, dans les îles Gilbert, dans les Kiribati. Il est entouré par l'atoll de Kuria à neuf kilomètres à l'ouest, l'atoll d'Abemama à 25 kilomètres au nord-est et l'atoll de Nonouti au sud-est.
Basses et coralliennes, les deux îles qui composent cet atoll de 11,61 km2 de superficie sont Buariki, la plus grande, et Takaeang,. La disposition de ces deux îles fait que Buariki forme la base d'un triangle tandis que Takaeang en constitue la troisième pointe. Les côtes des deux îles sont composées de plages de sable et leur végétation est notamment formée de cocotiers. La passe Nord entre les deux îles est partiellement fermée par de grands bancs de sable corallien tandis que la passe Sud est plus dégagée.
La population de l'atoll s'élève à 1 158 habitants dont 1 123 Gilbertins qui se répartissent en 211 foyers sur les deux îles, dans les villages de Buariki, le plus peuplé, Baurua et Takaeang,. Dans le Nord de Buraiki se trouve l'aéroport d'Aranuka.

## Histoire
Entre 1860 et la fin des années 1880, l'atoll d'Aranuka est conquis par Tenkoruti, roi d'Abemama, et gouverné par son neveu, Tembinok'. Aranuka sera incorporé dans le protectorat des îles Gilbert créé en 1892.